# Sunderland Albion FC
Sunderland Albion FC var en engelsk fotbollsklubb från Sunderland. Klubben bildades 1888 som en rival till Sunderland AFC, grundarna av den nya klubben var tidigare medlemmar i Sunderland men gillade inte hur klubben sköttes och beslutade sig för att skapa en ny klubb. Klubbarna vart sedan två bittra rivaler, säsongen 1888–89 lottades dem emot varandra i både FA Cupen och i Durham Challenge Cup, Sunderland drog sig ur från båda cuperna för att slippa ge Albion fördel med tanke på biljettförsäljningen. Det var dock stor efterfrågan efter att få se de två klubbarna mötas att 2 vänskapsmatcher var tvungna att arrangeras, båda matcherna vanns av Sunderland: 2–0 den 1 december 1888 framför 18 000 åskådare och 3–2 i det andra mötet den 12 januari 1889 framför 12 000 åskådare.
När Sunderland vann The Football League 1892 upplöstes Albion.  